# Wilhelm Wagner (Mediziner, 1899)
Ferdinand Wilhelm Wagner (* 14. April 1899 in Eisleben; † 26. Februar 1976 in Goslar) war ein deutscher Chirurg und Hochschullehrer.

## Leben
Wagner war der Sohn eines Revierfahrsteigers. Er machte 1917 am Gymnasium seiner Heimatstadt das Notabitur und meldete sich zu einem Artillerieregiment, das an der Ostfront und der Westfront eingesetzt war. Er geriet im September 1918 in französische Kriegsgefangenschaft und wurde der First United States Army übergeben. Nach der Entlassung studierte er von 1919 bis 1923 an der Rheinischen Friedrich-Wilhelms-Universität Bonn und der Friedrichs-Universität Halle Medizin. Er kämpfte im Freikorps Halle, das zur Zeit der Märzkämpfe in Mitteldeutschland von Hallenser Studenten und Hochschullehrern gebildet worden war. Er war auch Mitglied der Organisation Escherich. 1923 wurde er zum Dr. med. promoviert. Sein Medizinalpraktikum absolvierte er am Stadtkrankenhaus Brandenburg.
1924 approbiert, forschte er als Assistent in Halles Pathologie (Rudolf Beneke) und Pharmakologie (Martin Kochmann). 1926 wechselte er als Assistenzarzt in die Hallenser Chirurgie unter Friedrich Voelcker. Ab 1929 leitete er ihre Röntgenabteilung. Deshalb hospitierte er 1929/30 bei Rudolf Grashey in Köln und bei Hans Holfelder in Frankfurt am Main. Er habilitierte sich 1934 und lehrte als Privatdozent in Halle.
Zwischen dem Tag von Potsdam und der Reichstagswahl März 1933 trat Wagner im Februar 1933 der Nationalsozialistischen Deutschen Arbeiterpartei bei (Mitgliedsnummer 1.480.045). Bei der Sturmabteilung war er als SA-Arzt tätig. Im Oktober 1933 wurde er Dozentenschaftsführer der Universität Halle, 1934 Hochschulgruppenführer des Nationalsozialistischen Deutschen Dozentenbundes. Von 1935 bis 1945 war er Gaudozentenführer von Halle-Merseburg. Als solcher war er für die politische Überwachung sämtlicher Lehrkräfte der umbenannten Martin-Luther-Universität Halle-Wittenberg zuständig. Im Gegensatz zu Funktionsträgern anderer Universitäten entwickelte Wagner keine Rivalität zum Rektor Johannes Weigelt.
Nach Voelckers Emeritierung wurde Wagner 1937 mit der Geschäftsführung der Klinik beauftragt. Die Reichsregierung ernannte ihn 1939 zum Ordinarius für Chirurgie und zum Direktor der Klinik. Nach Beginn des Zweiten Weltkrieges leistete er von September 1939 bis Juli 1940 Kriegsdienst. Von Januar bis April 1945 amtierte Wagner als Rektor und Dekan. Mit seinem Oberarzt Ernst Kraas wurde er am 1. Mai 1945 von den Amerikanern verhaftet und bis 1948 in verschiedenen westdeutschen Lagern interniert. Im Oktober 1945 wurde er durch die Universität Halle vom Hochschulamt suspendiert.
Nach der Entnazifizierung war Wagner von 1948 bis 1956 Chefarzt am Evangelischen Krankenhaus in Wanne-Eickel. Danach lehrte er drei Jahre an der Universität Kabul. Als er 1959 aus Afghanistan zurückkehrte, fand er mit 61 Jahren keine weitere (akademische) Anstellung mehr. Deshalb bat er erst die Medizinische Akademie Düsseldorf und dann die Medizinische Fakultät in Bonn, ihm bei der Durchsetzung seiner Emeritierung zu helfen. Der Fakultätsrat in Bonn beschloss schließlich am 15. Juli 1960, bei der Landesregierung Nordrhein-Westfalen für Wagner die „Rechtsstellung eines entpflichteten ordentlichen Professors in der Medizinischen Fakultät der Universität Bonn“ zu beantragen. Durch Urkunde des Kultusministers vom 27. Juli 1961 wurde der Antrag bewilligt, sodass Wagner seither als Emeritus der Universität Bonn geführt wird, obwohl er dort nie gelehrt hat.
1960 übernahm er die Leitung des Sanatoriums am Burgberg in Bad Harzburg. Seit 1961 im Ruhestand, starb er mit 76 Jahren in Goslar.